# Gare de Santa Clara (Cuba)
Pour les articles homonymes, voir Gare de Santa Clara.
Santa Clara est la principale gare ferroviaire de la ville de Santa Clara, siège de la province de Villa Clara, à Cuba. Elle appartient à la société d'État Ferrocarriles de Cuba (FFCC) et est située en face du Parque de los Mártires (en) (parc des martyrs).
C'est l'une des plus importantes gares de Cuba et, avec La Havane centrale, Santiago (en) et Camagüey (en), c'est le siège divisionnaire d'un réseau.

## Histoire
La gare, alors dénommée Paradero Villa Clara est mise en service en 1860, son bâtiment est construit en bois. Cette première construction détruite par un incendie en 1895 est reconstruite. En 1925, le bâtiment est reconstruit en brique et couvert par des tuiles, en 2011, il est fermé du fait de problèmes de structures. Un projet de restauration est mis en place et le 28 janvier 2014 le bâtiment restauré, en conservant tous les détails de son architecture éclectique est remis en service.

## Service des voyageurs

### Desserte

Installations et desserte
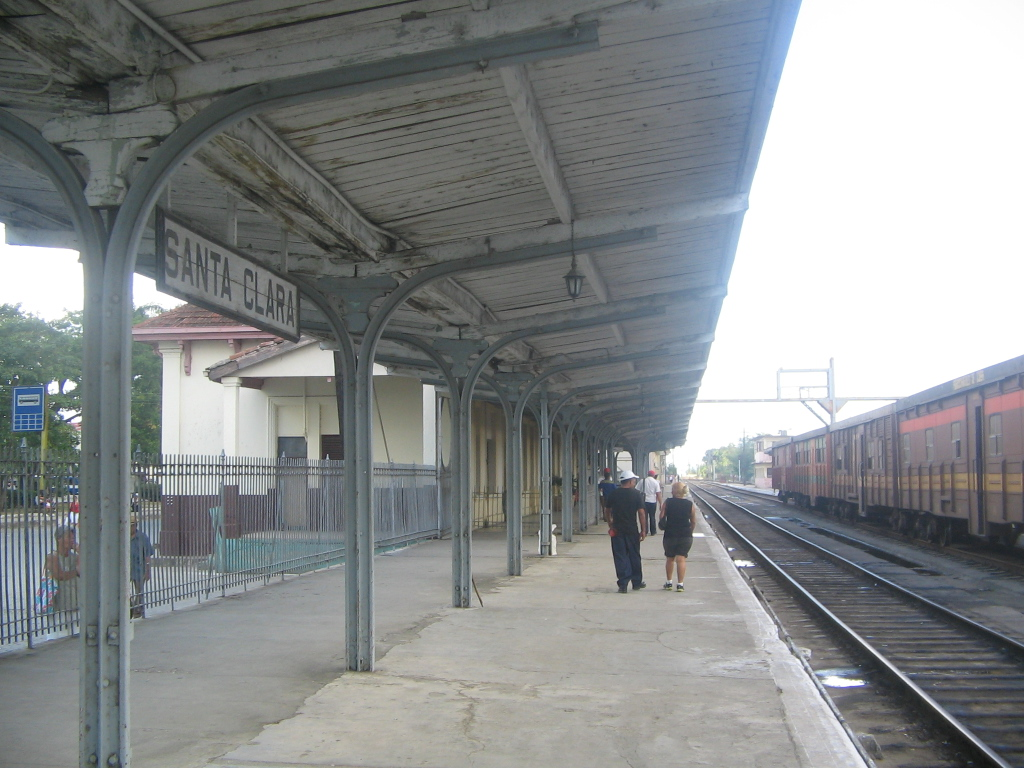
2013
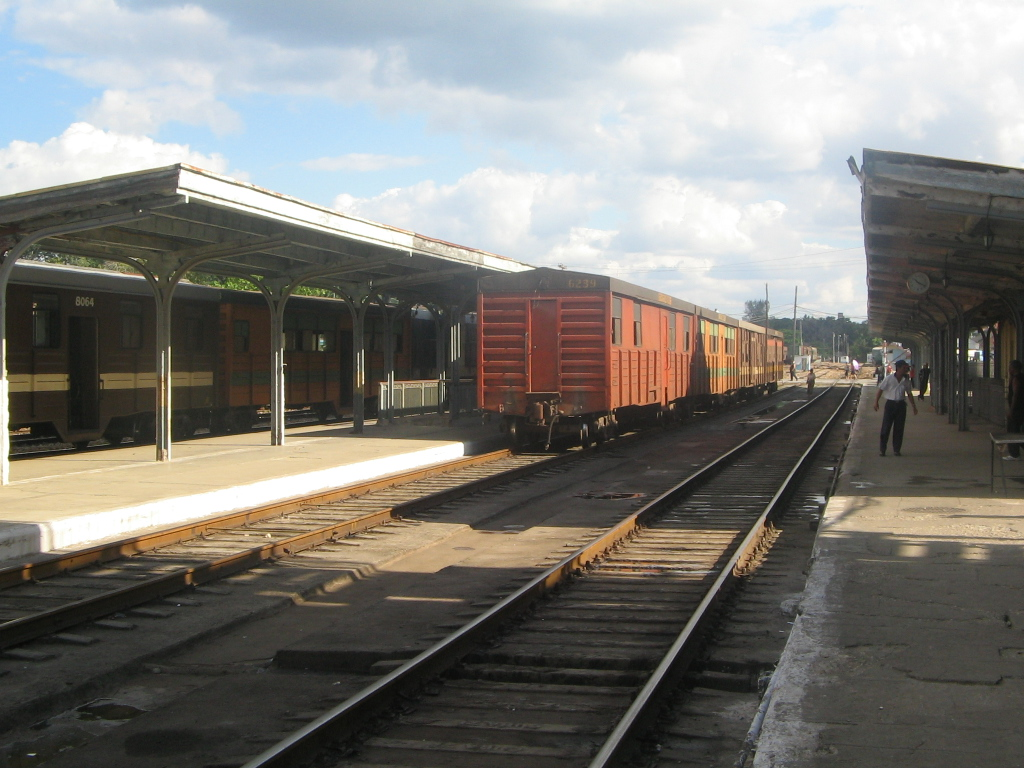
2013.
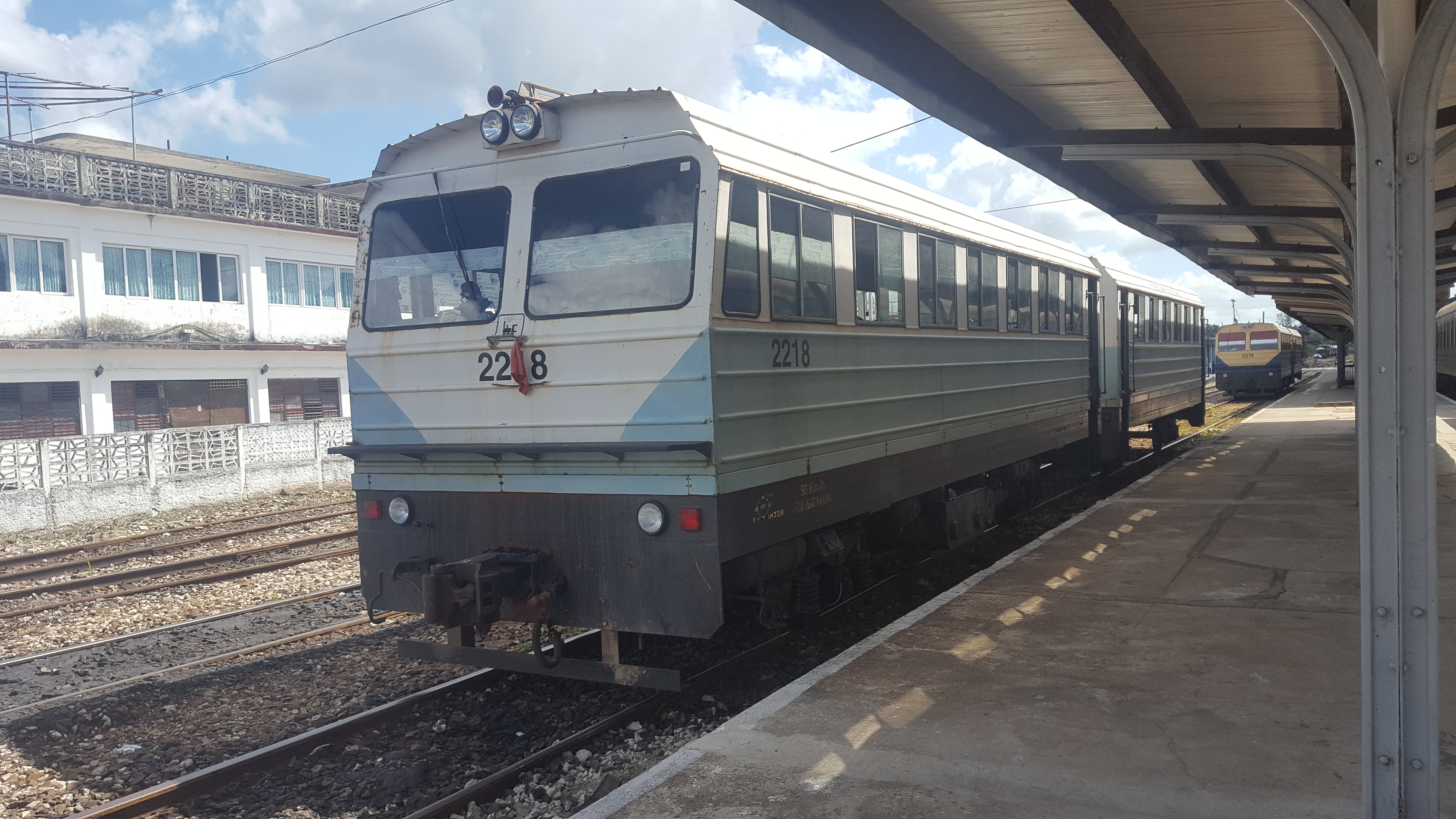
2019.